# Wysoka Porta

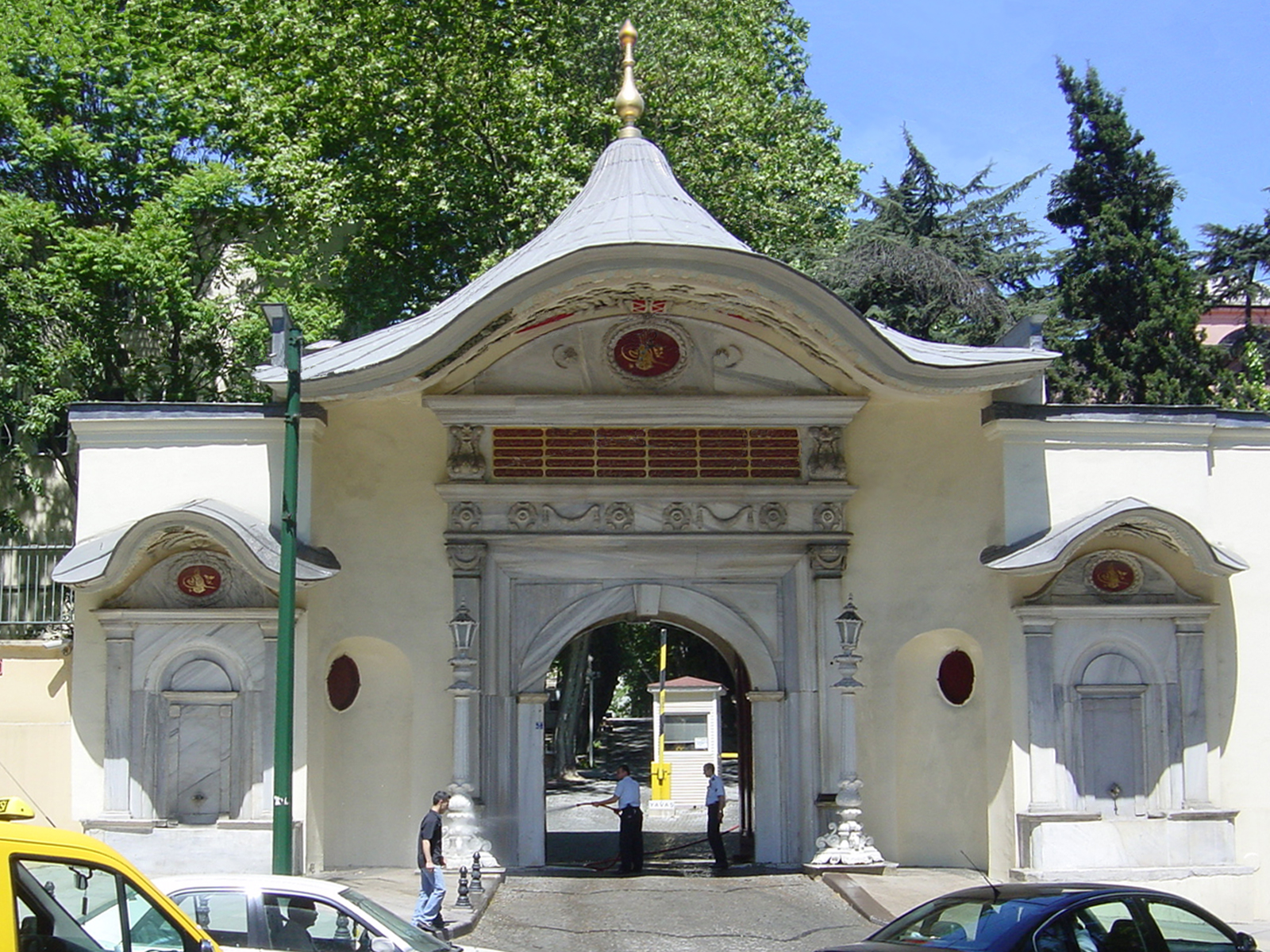
Dawna siedziba wezyra w Stambule

Wysoka Porta, Porta Ottomańska (tur. Bab-ı Ali) – historyczne określenie dworu, rządu lub ogólniej,  państwa tureckiego jako całości za panowania sułtanów, szczególnie w kontekście dyplomatycznym. Nazwa pochodzi od wielkiej bramy do dzielnicy urzędowej w Stambule, budynku, w którym mieściła się siedziba wielkiego wezyra. Od tego określenia pochodzi także nazwa elitarnej straży sułtana — Jeźdźców Wysokiej Porty.